# انتقام بزواج مثالي
انتقام بزواج مثالي (بالكورية: 완벽한 결혼의 정석)؛ هو مسلسل تلفزيوني كوري جنوبي، بطولة سونغ-هون، جونغ يو مين، اوه سيونغ يون، جين جي-هي، عرض على ام بي ان في 28 اكتوبر الى 3 ديسمبر 2023، بث ايام السبت والأحد بتوقيت 21:50 (KST).

## القصة
هان يي جو (جونج يو مين) رسامة، تم تبنيها من قبل هان جين وونغ (جيون نو-مين) ولي جونغ هاي (لي مين يونغ). يدير والدها مجموعة هانوول المالية. ومع ذلك، لم تكن هان يي جو محبوبة من قبل والديها أو أختها الصغرى هان يو را (جين جي-هي)، وكانت دائما معزولة عن عائلتها. الآن، هان يي جو مخطوبة من يو سي-هيوك (اوه سيونغ-يون). تكتشف أن خطيبها يحب أختها هان يو را وليس هي. في هذه الاثناء تتعرض هان يي جو لحادث سيارة مميت.
لكنها تستيقظ تجد نفسها في الوقت المناسب عندما كانت مخطوبة من يو سي-هيوك، تبدا لتغيير مصيرها والانتقام من عائلتها، تفسخ خطوبتها من سي-هيوك. ثم تقترب من سيو دو-ووك (سونغ هون)، الذي تريد أختها الصغرى هان يو-را الزواج منه. سيو دو-كوك هو حفيد مؤسس مجموعة تاي-جا. إنه شاب ذكي ووسيم. تريد هان يي جو الدخول في عقد زواج مع سيو دو-كوك، يقبل دو-كوك اتفاقها، لكن في داخله يريد أن يصبح عقد الزواج زواجًا حقيقيًا.

## طاقم
- سونغ هون في دور سيو دو-كوك[1]
- جونغ يو-مين في دور هان يي-جو[1]
- كانغ شين-هيو - سيو جونغ-ووك[1]
- جين جي-هي في دور هان يو-را[1]
- لي مين-يونغ في دور لي جونغ-هاي[1]
- جيون نو-مين في دور هان جي وونج[5]
- كيم اونج-سو هو في دور سيو يونغ كيون[5]
- اوه سيونغ-يون في دور يو سي-هيوك[5]
- بان هيو-جونغ في دور لي تاي-جا[5]
- جين هي كيونغ في دور جيمي[5]
- لي مي سوك في دور تشا يون هوا[6]
- دو يوو في دور كيم جاي وون[7]
- لي بيونغ-جون في دور هان مون جاي[8]

## المشاهدات
| الموسم | الموسم | رقم الحلقة | رقم الحلقة | رقم الحلقة | رقم الحلقة | رقم الحلقة | رقم الحلقة | رقم الحلقة | رقم الحلقة | رقم الحلقة | رقم الحلقة | رقم الحلقة | رقم الحلقة | المتوسط |
| الموسم | الموسم | 1          | 2          | 3          | 4          | 5          | 6          | 7          | 8          | 9          | 10         | 11         | 12         | المتوسط |
| ------ | ------ | ---------- | ---------- | ---------- | ---------- | ---------- | ---------- | ---------- | ---------- | ---------- | ---------- | ---------- | ---------- | ------- |
|        | 1      | غ/م        | 421        | 384        | 470        | غ/م        | 384        | 356        | 514        | 495        | 495        | 568        | 547        | N/A     |

| رقم   | تاريخ البث     | تقييمات (نيلسن كوريا) | تقييمات (نيلسن كوريا) |
| رقم   | تاريخ البث     | علي الصعيد الوطني     | سيئول                 |
| ----- | -------------- | --------------------- | --------------------- |
| 1     | 28 أكتوبر 2023 | 1.069%                | N/A                   |
| 2     | 29 أكتوبر 2023 | 1.856%                | N/A                   |
| 3     | 4 نوفمبر 2023  | 1.926%                | 2.240%                |
| 4     | 5 نوفمبر 2023  | 2.237%                | N/A                   |
| 5     | 11 نوفمبر 2023 | 1.586%                | N/A                   |
| 6     | 12 نوفمبر 2023 | 1.804%                | N/A                   |
| 7     | 18 نوفمبر 2023 | 1.767%                | N/A                   |
| 8     | 19 نوفمبر 2023 | 2.331%                | 1.429%                |
| 9     | 25 نوفمبر 2023 | 2.538%                | 1.787%                |
| 10    | 26 نوفمبر 2023 | 2.407%                | 1.912%                |
| 11    | 2 ديسمبر 2023  | 2.943%                | 2.726%                |
| 12    | 3 ديسمبر 2023  | 2.420%                | 1.954%                |
| متوسط | متوسط          | 2.074%                | __                    |

## الانتاج
مبني المسلسل على الويبتون الذي يحمل نفس الاسم من تأليف لي بيوم-باي، تمت كتابته لمسلسل من قبل ايم سو-را التي كتبت الموت شعور جيد (2018)، وتم انتاجه من قبل جي-دام استوديو بنتسيق مع منتجي إم بي إن.

## روابط خارجية
- الموقع الرسمي
 (بالكورية)
- انتقام بزواج مثالي على موقع IMDb (الإنجليزية)
- انتقام بزواج مثالي على موقع قاعدة بيانات الفيلم (الإنجليزية)
- انتقام بزواج مثالي على هانسينما